# ボルコ1世 (オポーレ公)
ボルコ1世（ポーランド語：Bolko I Opolski、1258年10月21日以前 - 1313年5月14日）は、オポーレ公（在位：1282年 - 1313年、但し1284年まで兄カジミェシュと共同統治）、ニェモドリン及びスチェルツェの支配者。オポーレ＝ラチブシュ公ヴワディスワフの三男、母はヴィエルコポルスカ公ヴワディスワフ・オドニツの娘エウフェミア。

## 生涯
1277年頃、ボルコは三男であるにもかかわらず、父によってオポーレ＝ラチブシュ公国の共同統治者とされた。父が1282年に死ぬと、ボルコは次兄カジミェシュと共にオポーレの共同統治者となり、長兄ミェシュコ1世と末弟プシェミスワフはラチブシュを共同で相続した。ボルコ1世とカジミェシュの兄弟による共同統治は2年しか続かず、1284年に両者は正式な領土の分割相続に踏み切った。ボルコ1世が主都のオポーレを保持し、カジミェシュがビトムを相続することになった。
理由は不明であるが、ボルコ1世は他の兄弟達とは異なった政治方針を採り、ヴロツワフ公ヘンリク4世（高潔公）と親密な協力関係を築くようになった。この協力関係はヘンリク4世とヴロツワフ司教トマシュ2世ザレンバとの間の長期にわたる紛争において、特にはっきり現れていた。ボルコ1世はヘンリク4世の政策を積極的に支持した（たとえば、ボルコ1世は1283年にヘンリク4世がヌィサで開いた教会会議に出席している）。1287年には、ボルコ1世はうち続くヘンリク4世と教会勢力との争いの調停を試みているが、その後ヘンリク4世は軍事的な勝利によって教会を屈服させている。
1288年9月30日、クラクフ公（ポーランド大公）及びサンドミェシュ公のレシェク2世（黒公）が子供を残さずに死んだ。クラクフ公位の相続者に名乗りを挙げたのはプウォツク公ボレスワフ2世（レシェク2世の従弟）と、ボルコ1世の同盟者であるヴロツワフ公ヘンリク4世の2人だった。当初はレシェク2世の2人の異母弟、クヤヴィ公ヴワディスワフ1世（短躯公）とウェンチツァ公カジミェシュ2世の軍事的支援を受けたボレスワフ2世がこの争いに勝利した。
翌1289年2月26日、グウォグフ公ヘンリク3世、シチナヴァ公プシェムコ、そしてオポーレ公ボルコ1世の率いるヘンリク4世支持派のシロンスクの軍勢が、クラクフ城代「髭の」スウク（Sułk z Niedźwiedzia）の支援を受けてシェヴィエシュを攻撃した。極めて凄惨な戦いが展開され、シロンスク諸公の軍勢は大敗した。シチナヴァ公プシェムコはこの戦いで戦死し、ボルコ1世も深手を負ってヴワディスワフ1世に捕えられた。1年後、ボルコ1世はヴワディスワフ1世に多額の身代金を支払い、ようやく自由の身となった。
1290年6月23日、その後の政治情勢の急変によってクラクフ公の座を獲得していたヘンリク4世が急死（毒殺説あり）、ヘンリク4世は遺言でグウォグフ公ヘンリク3世とヴィエルコポルスカ公プシェミスウ2世の2人の従兄弟に自分の遺領を相続させると決めていた（トマシュ・ユレクの学説を支持する一部の歴史家達は、ヴロツワフとクラクフの相続者として、ヘンリク4世は実際にはオポーレ公ボルコ1世を選んでいたと信じている）。後ろ盾を亡くしたボルコ1世は、ボヘミア王ヴァーツラフ2世と同盟関係を結ぶことに決めた。
1291年1月17日、ボルコ1世は2人の兄、チェシン公ミェシュコ1世及びビトム公カジミェシュと一緒にオロモウツに赴き、そこで今後はボヘミア王国の敵対者には必ずボヘミア王と共同して立ち向かうことを取り決めた軍事同盟条約に調印した。条約の締結と同時に、三兄弟によるボヘミア王冠に対する臣従の儀式も執り行われた。但し、三兄弟による「臣従」がヴァーツラフ2世個人に対するものに過ぎないのか、それともその後継者までをも対象に含むものだったのかは不明である（臣従の礼が取られたのは1292年だったという説もある）。これ以後、ボルコ1世は積極的にボヘミア王によるポーランド国家への政治介入を支持、1292年のヴァーツラフ2世による、ヴワディスワフ1世が領するシェラツへの遠征に参加している。1296年、ボルコ1世がヴィエルコポルスカ遠征を企むグウォグフ公ヘンリク3世を支援すると、ヴワディスワフ1世と再び敵対した。
ボヘミア王国との協調関係を順調に築いていったおかげで、ボルコ1世の国際政治における地位と重要度はすぐに大きく向上することになった。1297年、ボルコ1世は自分の庇護者ヴァーツラフ2世がポーランド君主に推戴される式典に参加し、オロモウツ大司教とヴロツワフ司教との争いの調停者の役目を与えられた。翌1298年には、ボルコ1世はアルブレヒト1世をローマ王に選出することになる、マインツで開かれた選帝侯会議にヴァーツラフ2世の名代として出席、ボルコ1世の国際的な地位は最も高まった。1299年には廃位されたローマ王アドルフ・フォン・ナッサウに対する軍事遠征を支援している。
1300年、ボルコ1世はヴァーツラフ2世のヴィエルコポルスカへの旅行の伴をし、その旅の途中で行われたヴァーツラフ2世のポーランド王戴冠式に出席した。直後、ボルコ1世は国王に対する忠勤を認められ、クラクフの代官（スタロスタ）に任じられた。
1306年にプシェミスル朝が断絶し、ボルコ1世とボヘミア王国との間の同盟関係が消滅に向かうなか、ボルコ1世と近隣諸公との間のきわめて根深い緊張関係は改善されていった。ヴァーツラフ2世の死後、ボルコ1世はわずかにヴィエルニの支配権を獲得したのみであった。1311年、ヴイト・アルベルトの反乱が発生した時に、ボルコ1世は再び政治の表舞台に返り咲こうと試みている。クラクフの都市民達が当時クラクフ公の座に就いていたヴワディスワフ1世に対して不満を持ってることを知っていたのかは定かでないが、ボルコ1世は反乱中の1312年4月にマウォポルスカに姿を現した。動機は自らの政治的野心に突き動かされたのか、それともポーランド王国の相続権を主張するボヘミアの新王ヨハン・フォン・ルクセンブルクが任命した代官としてやってきたのかのどちらかである。しかし何が起きたのか、ボルコ1世は肝心のヴァヴェル城を押さえることが出来ず、オポーレに逃げ戻り、反乱の指導者だった市長（ヴイト）のアルベルトを投獄している。
内政面では、ボルコ1世は教会に対して非常に気前が良かったことで知られている。特に彼はイェミェルニツァにあるシトー会の修道院や、フランシスコ会運営の教会を支援し、フランシスコ会のために聖アンナ礼拝堂を建設した。また、多くの地域にマクデブルク法を適用して、公国の経済発展を大いに促進した。
1313年5月14日に亡くなり、オポーレのフランチェスコ会教会に埋葬された。

## 子女
1280年までに、ボルコ1世は出自の不明なアグネスという女性と結婚している。一部の史料から推察すると、彼女はブランデンブルク辺境伯オットー3世の娘と考えられる。公爵夫妻は3人の息子をもうけた。
1. ボレスワフ（1293年頃 - 1365年）
2. ボルコ2世（1300年以前 - 1356年）
3. アルベルト（1300年以後 - 1375年）